# Bistum Paramaribo
Das Bistum Paramaribo (lateinisch Dioecesis Paramariboënsis, niederländisch Bisdom Paramaribo) ist eine römisch-katholische Diözese mit Sitz in Paramaribo in Suriname.

## Geschichte
Papst Pius VII. gründete am 22. November 1817 die Apostolische Präfektur Niederländisch-Guyana-Suriname aus Gebietsabtretungen der Mission sui juris Batavia. Die Apostolische Präfektur wurde am 12. September 1842 zum Apostolischen Vikariat Niederländisch-Guyana-Suriname erhoben. Am 7. Mai 1958 erhielt es seinen heutigen Namen und wurde zum Bistum, das immediat dem Heiligen Stuhl unterstellt war, erhoben. Mit der päpstlichen Bulle Si quis mente wurde es am 29. Juli 1968 dem Erzbistum Port of Spain als Suffragandiözese unterstellt.
Seit 1865 vertraute der Papst Pius IX. die Mission in Suriname den Redemptoristen an, die seitdem alle Apostolischen Vikare stellten. Der bekannteste Redemptorist, der in Suriname als Missionar arbeitete, war Peerke Donders (1809–1887), der in der Lepra-Kolonie Batavia am Fluss Coppename arbeitete und 1982 seliggesprochen wurde. Seine Gebeine wurden 1900 von Batavia in ein Grab in der Sankt Petrus und Paulus Kathedrale überführt.
Als Ergebnis zahlreicher Beratungen in den Jahren 2001 und 2002, an denen die Bistumsleitung, der Raad van Consultoren, der Priesterrat und die Pfarreien beteiligt waren, gab sich das Bistum eine neue Struktur mit einer stärkeren Mitverantwortung der Laien.

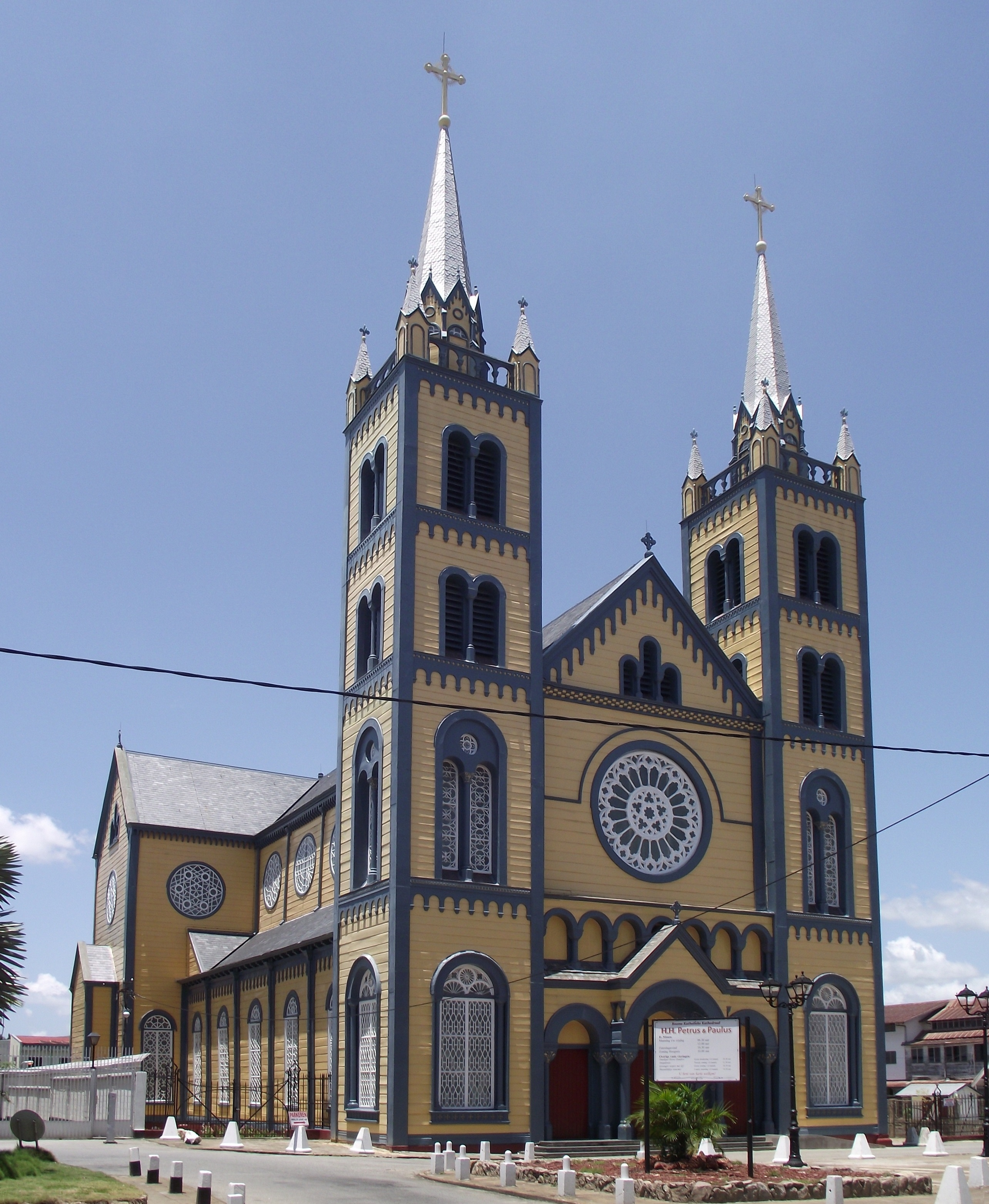
St.-Petrus-und-Paulus-Kathedrale in Paramaribo

## Sankt-Petrus-und-Paulus-Kathedrale
Die in der Zeit von 1883 bis 1885 gebaute Kathedrale St. Peter und Paul soll die größte gotische Holzkirche der Welt sein. Nach Jahren schwieriger Restaurierungsarbeiten wurde das Kirchenbauwerk am 14. November 2010 mit einer Einsegnungsmesse und Kirchweihe durch Bischof Wilhelmus de Bekker wieder feierlich in Gebrauch genommen.
Nachdem durch Papst Franziskus die Kathedrale zur Basilica minor erhoben wurde, erfolgte am 6. April 2014 die feierliche Einweihung und Segnung der Basilika.

## Ordinarien

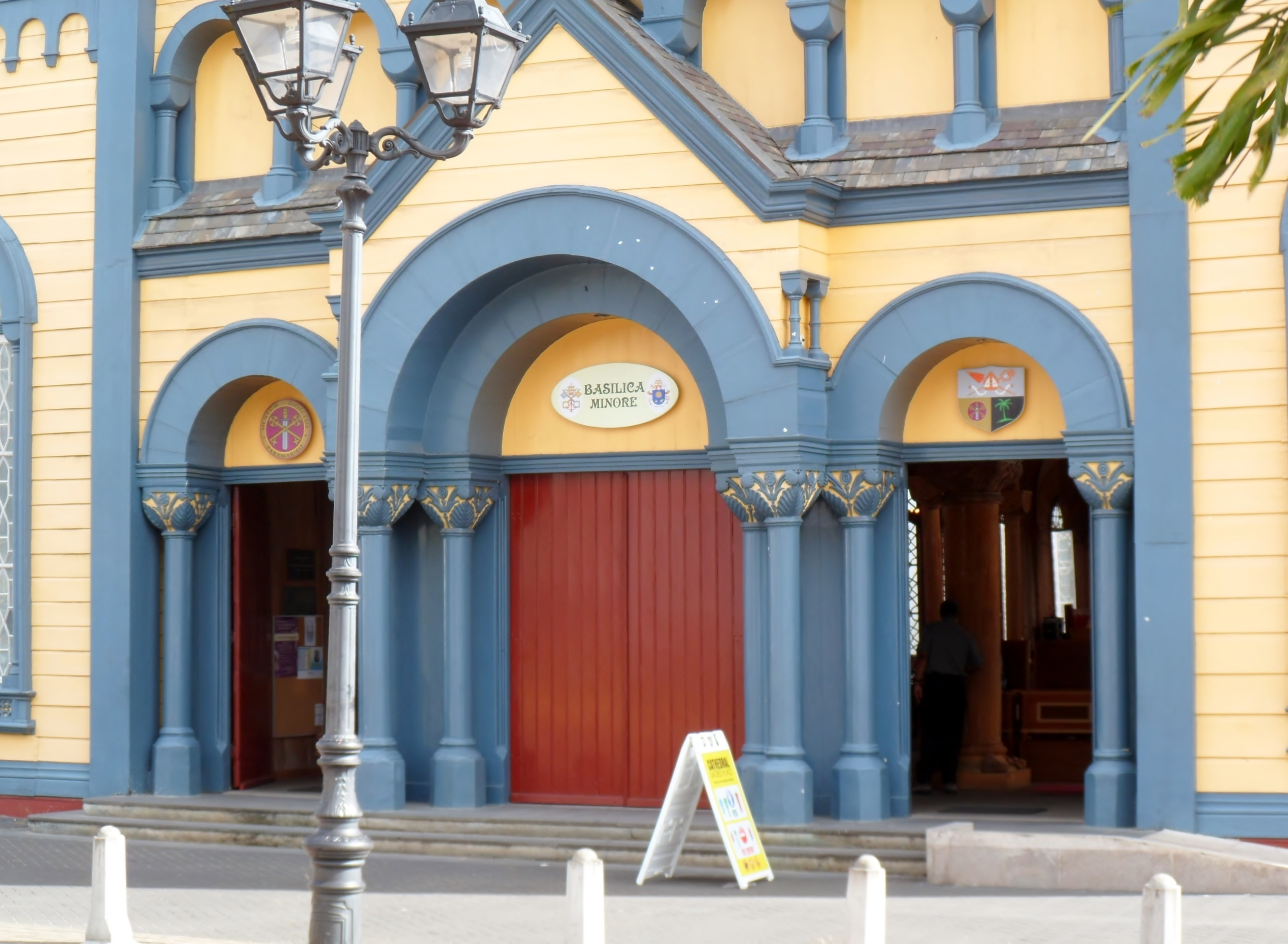
Eingangsbereich Basilica minor in Paramaribo

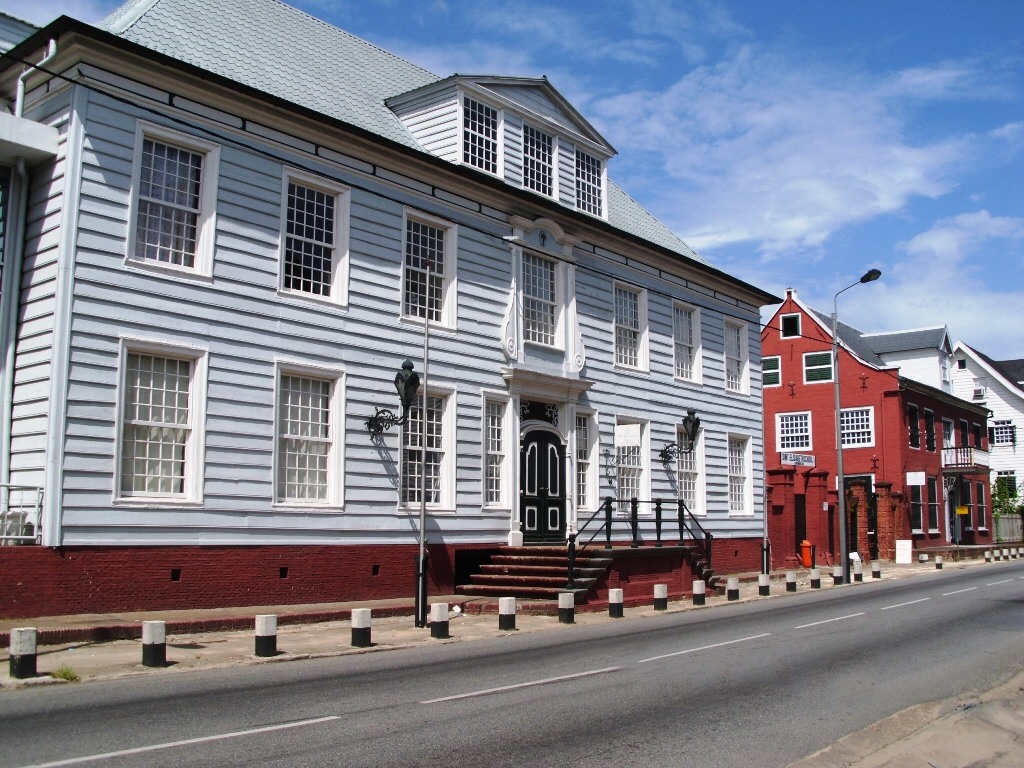
Kanzlei und Wohnung des Bischofs, Paramaribo

### Apostolische PräfektevonNiederländisch-Guyana-Suriname
- Martinus van der Weijden (Februar 1826 – 14. Oktober 1826, gestorben)
- Jacobus Grooff (13. Oktober 1826 – 12. September 1842)

### Apostolische Vikarevon Niederländisch-Guyana-Suriname
- Jacobus Grooff (12. September 1842 – 29. April 1852, gestorben)
- Jacobus Gerardus Schepers (7. September 1852 – 27. November 1863 gestorben)
- Johannes Baptist Swinkels CSsR (12. September 1865 – 15. September 1875 gestorben)
- Johannes Henricus Schaap CSsR (20. Juni 1876 – 19. März 1889 verstorben)
- Wilhelmus Antonius Ferdinand Wulfingh CSsR (6. Juni 1889 – 5. April 1906 gestorben)
- Jacobus Cornelis Meeuwissen CSsR (3. März 1907 – 11. Dezember 1911 zurückgetreten)
- Theodorus Leonardus Antonius Maria van Roosmalen CSsR (5. September 1911 – 8. Januar 1947 zurückgetreten)
- Stephanus Joseph Maria Magdalena Kuijpers CSsR (8. Februar 1946 – 7. Mai 1958)

### Bischöfe von Paramaribo
- Stephanus Joseph Maria Magdalena Kuijpers CSsR (7. Mai 1958 – 30. August 1971, emeritiert)
- Aloysius Ferdinandus Zichem CSsR (30. August 1971 – 9. August 2003, emeritiert)
- Wilhelmus de Bekker (12. November 2004 – 31. Mai 2014, emeritiert)
- Karel Choennie (seit 11. November 2015)[4][5]